# Unione Europea Tennis Tavolo
L'Unione Europea Tennis Tavolo (in inglese: European Table Tennis Union; abbreviato in ETTU) è l'organizzazione affiliata alla Federazione Internazionale Tennis Tavolo, che gestisce il tennistavolo in Europa.
La sua sede è in Lussemburgo.
Organizza in particolare i Campionati europei di tennistavolo e l'Europe Top-12 individuale nonché l'European Champions League e la ETTU Cup.